# AC Sparta Praga
AC Sparta Praha (català: Sparta Praga) és el més conegut i premiat club txec de futbol i un dels més condecorat de l'est d'Europa. L'Sparta sempre ha estat la pedrera per la selecció txeca de futbol, abans la de Txecoslovàquia. Hi ha molts grans jugadors que han jugat en aquest equip.

## Història
El club va ser fundat el 1893. Al principi, el 1906, l'Sparta jugava amb la seva típica equipació vermell fosc (un dels símbols del club). A començaments del 1919 - l'Sparta va aconseguir el nom de Sparta de ferro. El 1975 va ser el primer i darrer cop que va baixar a segona divisió.
Noms històrics:
- 1893 — Athletic Club Královské Vinohrady
- 1894 — Athletic Club Sparta
- 1948 — Athletic Club Sparta Bubeneč
- 1949 — Sokol Bratrství Sparta
- 1951 — Sparta ČKD Sokolovo
- 1953 — TJ Spartak Praha Sokolovo
- 1965 — TJ Sparta ČKD Praha
- 1990 — TJ Sparta Praha
- 1991 — AC Sparta Praha
- 1993 — AC Sparta Praha fotbal, a.s.

## Símbols

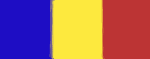
Colors de l'Sparta

El nom Sparta va ser inspirat per l'esperit de lluita i el coratge de la gent de l'antiga ciutat d'Esparta. Des dels inicis, els colors de l'Sparta van ser el blau (simbolitzant Europa), vermell (simbolitzant la ciutat reial), i groc (junt amb el vermell, els colors oficials de Praga). El 1906, un dels membres de la directiva va portar d'un viatge a Anglaterra jerseys de l'Arsenal FC. Des de llavors, l'Sparta ha jugat amb el seu vermell fosc. Un altre símbol és la gran "S" ("S"parta).

## Palmarès
- 3 Copa Mitropa: 1927, 1935, 1964
- 24 Lligues txecoslovaques: 1912, 1919, 1922, 1925-26, 1927, 1931-32, 1935-36, 1937-38, 1938-39, 1943-44, 1945-46, 1947-48, 1952, 1954, 1964-65, 1966-67, 1983-84, 1984-85, 1986-87, 1987-88, 1988-89, 1989-90, 1990-91, 1992-93
- 12 Copes txecoslovaques: 1909, 1943, 1944, 1946, 1964, 1972, 1976, 1980, 1984, 1988, 1989, 1992
- 14 Lligues txeques: 1993-94, 1994-95, 1996-97, 1997-98, 1998-99, 1999-00, 2000-01, 2002-03, 2004-05, 2006-07, 2009-10, 2013-14, 2022-23, 2023-24
- 5 Copes txeques: 1996, 2004, 2006, 2007 i 2008

## Trajectòria internacional
¹ Fase de grups. Equip eliminat millor posicionat en cas d'eliminació, o equip classificat pitjor posicionat en cas d'eliminació
| Copa d'Europa / Lliga de Campions de la UEFA | Copa d'Europa / Lliga de Campions de la UEFA | Copa d'Europa / Lliga de Campions de la UEFA | Copa d'Europa / Lliga de Campions de la UEFA | Copa d'Europa / Lliga de Campions de la UEFA | Copa d'Europa / Lliga de Campions de la UEFA | Copa d'Europa / Lliga de Campions de la UEFA | Copa d'Europa / Lliga de Campions de la UEFA | Copa d'Europa / Lliga de Campions de la UEFA | Copa d'Europa / Lliga de Campions de la UEFA |
| Edició                                       | Fases prèvies                                | Fases prèvies                                | Fases prèvies                                | Fases prèvies                                | Setzens de final                             | Vuitens de final                             | Quarts de final                              | Semifinals                                   | Final                                        |
| -------------------------------------------- | -------------------------------------------- | -------------------------------------------- | -------------------------------------------- | -------------------------------------------- | -------------------------------------------- | -------------------------------------------- | -------------------------------------------- | -------------------------------------------- | -------------------------------------------- |
| 65/66                                        |                                              |                                              |                                              |                                              | Lausana                                      | Górnik                                       | Partizan                                     |                                              |                                              |
| 67/68                                        |                                              |                                              |                                              |                                              | Skeid                                        | Anderlecht                                   | R. Madrid                                    |                                              |                                              |
| 84/85                                        |                                              |                                              |                                              |                                              | Vålerenga                                    | Lyngby                                       | Juventus FC                                  |                                              |                                              |
| 85/86                                        |                                              |                                              |                                              |                                              | FC Barcelona                                 |                                              |                                              |                                              |                                              |
| 87/88                                        |                                              |                                              |                                              |                                              | Fram                                         | Anderlecht                                   |                                              |                                              |                                              |
| 88/89                                        |                                              |                                              |                                              |                                              | Steaua                                       |                                              |                                              |                                              |                                              |
| 89/90                                        |                                              |                                              |                                              |                                              | Fenerbahçe SK                                | CSKA                                         |                                              |                                              |                                              |
| 90/91                                        |                                              |                                              |                                              |                                              | Spartak M.                                   |                                              |                                              |                                              |                                              |
| 91/92                                        |                                              |                                              |                                              |                                              | Rangers                                      | Olympique M.                                 | FC Barcelona ¹                               |                                              |                                              |
| 93/94                                        |                                              |                                              |                                              |                                              | AIK                                          | Anderlecht                                   |                                              |                                              |                                              |
| 94/95                                        |                                              |                                              |                                              |                                              | Göteborg                                     |                                              |                                              |                                              |                                              |
| 97/98                                        |                                              |                                              |                                              | Salzburg                                     | Borussia D. ¹                                |                                              |                                              |                                              |                                              |
| 98/99                                        |                                              |                                              |                                              | Dynamo                                       |                                              |                                              |                                              |                                              |                                              |
| 99/00                                        |                                              |                                              |                                              | Spartak M. ¹                                 | FC Porto ¹                                   |                                              |                                              |                                              |                                              |
| 00/01                                        |                                              |                                              |                                              | Zimbru                                       | SS Lazio ¹                                   |                                              |                                              |                                              |                                              |
| 01/02                                        |                                              |                                              |                                              |                                              | Feyenoord ¹                                  | Panathinaikos FC ¹                           |                                              |                                              |                                              |
| 02/03                                        |                                              |                                              | Torpedo                                      | Genk                                         |                                              |                                              |                                              |                                              |                                              |
| 03/04                                        |                                              |                                              |                                              | Vardar                                       | Besiktas ¹                                   | Milà                                         |                                              |                                              |                                              |
| 04/05                                        |                                              |                                              | APOEL                                        | Ferencvárosi TC                              | Manchester U. ¹                              |                                              |                                              |                                              |                                              |
| 05/06                                        |                                              |                                              |                                              |                                              | Ajax ¹                                       |                                              |                                              |                                              |                                              |
| 07/08                                        |                                              |                                              |                                              | Arsenal FC                                   |                                              |                                              |                                              |                                              |                                              |
| 08/09                                        |                                              |                                              | Sheriff                                      | Panathinaikos FC                             |                                              |                                              |                                              |                                              |                                              |
| 09/10                                        |                                              |                                              | Panathinaikos FC                             |                                              |                                              |                                              |                                              |                                              |                                              |
| 10/11                                        |                                              | Metalurgs                                    | Lech                                         | Zilina                                       |                                              |                                              |                                              |                                              |                                              |
| 14/15                                        |                                              | Levadia                                      | Malmö                                        |                                              |                                              |                                              |                                              |                                              |                                              |
| 15/16                                        |                                              |                                              | CSKA                                         |                                              |                                              |                                              |                                              |                                              |                                              |
| Recopa d'Europa                              |                                              |                                              |                                              |                                              |                                              |                                              |                                              |                                              |                                              |
| Edició                                       | Fases previes                                | Fases previes                                | Fases previes                                | Fases previes                                | Setzens de final                             | Vuitens de final                             | Quarts de final                              | Semifinals                                   | Final                                        |
| 64/65                                        |                                              |                                              |                                              |                                              | Anorthosis                                   | West Ham                                     |                                              |                                              |                                              |
| 72/73                                        |                                              |                                              |                                              |                                              | Standard                                     | Ferencvárosi TC                              | Schalke                                      | Milà                                         |                                              |
| 76/77                                        |                                              |                                              |                                              |                                              | MTK                                          |                                              |                                              |                                              |                                              |
| 80/81                                        |                                              |                                              |                                              |                                              | Spora                                        | Slavia                                       |                                              |                                              |                                              |
| 92/93                                        |                                              |                                              |                                              |                                              | Airdrieonians                                | Werder                                       | Parma FC                                     |                                              |                                              |
| 96/97                                        |                                              |                                              |                                              | Glentoran                                    | Sturm                                        | Fiorentina                                   |                                              |                                              |                                              |
| Copa de la UEFA / Lliga Europa de la UEFA    |                                              |                                              |                                              |                                              |                                              |                                              |                                              |                                              |                                              |
| Edició                                       | Fases previes                                | Fases previes                                | Fases previes                                | Fases previes                                | Setzens de final                             | Vuitens de final                             | Quarts de final                              | Semifinals                                   | Final                                        |
| 81/82                                        |                                              |                                              |                                              | Neuchâtel                                    |                                              |                                              |                                              |                                              |                                              |
| 83/84                                        |                                              |                                              |                                              | R. Madrid                                    | Widzew                                       | Watford FC                                   | Hajduk S.                                    |                                              |                                              |
| 86/87                                        |                                              |                                              |                                              | Vitória G.                                   |                                              |                                              |                                              |                                              |                                              |
| 95/96                                        |                                              |                                              | Galatasaray                                  | Silkeborg                                    | Zimbru                                       | Milà                                         |                                              |                                              |                                              |
| 98/99                                        |                                              |                                              |                                              | Reial Societat                               |                                              |                                              |                                              |                                              |                                              |
| 02/03                                        |                                              |                                              | Siroki Brijeg                                | Denizlispor                                  |                                              |                                              |                                              |                                              |                                              |
| 06/07                                        |                                              |                                              | Hearts                                       | Zulte Waregem ¹                              |                                              |                                              |                                              |                                              |                                              |
| 07/08                                        |                                              |                                              | Odense                                       | FC Zürich ¹                                  |                                              |                                              |                                              |                                              |                                              |
| 08/09                                        |                                              |                                              | Dinamo                                       |                                              |                                              |                                              |                                              |                                              |                                              |
| 09/10                                        |                                              |                                              | Maribor                                      | FC Copenhagen ¹                              |                                              |                                              |                                              |                                              |                                              |
| 10/11                                        |                                              |                                              |                                              | Palermo ¹                                    | Liverpool FC                                 |                                              |                                              |                                              |                                              |
| 11/12                                        |                                              | Sarajevo                                     | FC Vaslui                                    |                                              |                                              |                                              |                                              |                                              |                                              |
| 12/13                                        |                                              | Admira Wacker                                | Feyenoord                                    | Athletic Club ¹                              | Chelsea FC                                   |                                              |                                              |                                              |                                              |
| 13/14                                        | Häcken                                       |                                              |                                              |                                              |                                              |                                              |                                              |                                              |                                              |
| 14/15                                        |                                              |                                              | Zwolle                                       | Young Boys ¹                                 |                                              |                                              |                                              |                                              |                                              |
| 15/16                                        |                                              |                                              | Thun                                         | Asteras ¹                                    | Krasnodar                                    | SS Lazio                                     | Vila-real CF                                 |                                              |                                              |

## Jugadors famosos

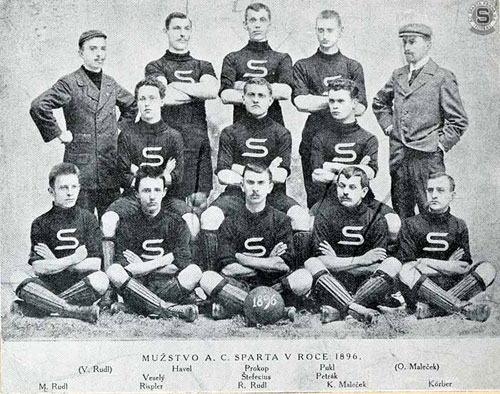
Equip de l'Sparta el 1896

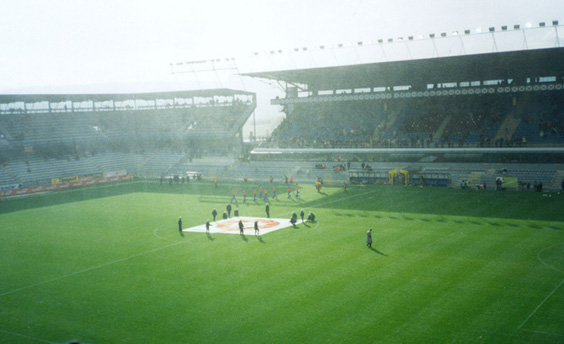
Interior del Toyota Arena a l'inici d'un partit el 2002

- Pavel Nedvěd
- Petr Čech
- Tomáš Rosický
- Jan Koller
- Karel Poborský
- Ivan Hašek
- Jan Berger
- Patrik Berger
- Tomáš Řepka
- Oldřich Nejedlý
- Andrej Kvašňák
- Jozef Chovanec
- Tomáš Skuhravý
- Petr Gabriel
- Jiří Novotný
- Vratislav Lokvenc
- Milan Fukal